# Übers Ende der Welt
«Übers Ende der Welt» (англ. Over the End of the World) и «Ready, Set, Go!» — песни немецкой рок-группы Tokio Hotel. Немецкая версия песни «Übers Ende der Welt» была выпущена первым синглом с их второго альбома Zimmer 483 и служит его открывающим треком . Тональность песни — ре-диез минор.

Позднее песня была переведена на английский язык и перезаписана для первого англоязычного альбома Tokio Hotel Scream под названием «Ready, Set, Go!». Английская версия была выпущена вторым синглом с альбома Scream в континентальной Европе и дебютным синглом группы в Великобритании. Эта песня также была выпущена дебютным синглом в Канаде лейблом MuchMusic. Видеоклип был номинирован на премию «Лучшее поп-видео», а также получил награду «Лучший новый исполнитель» на церемонии MTV Video Music Awards 2008 года.
Группа Tokio Hotel совместно с Джейд Пьюджет из AFI создали ремикс песни «Ready, Set, Go!», который вошел в качестве бонус-трека в их альбом Scream.

## Клип
В немецком клипе «Übers Ende der Welt» четверо участников группы в образах рабочих идут по мрачному футуристическому городу вместе с группой безмолвных коллег. Все они одеты в одинаковые серые комбинезоны и несут большие трубы. Проходя по коридору, они замечают группу Tokio Hotel, играющую эту песню на сцене в конце коридора. Рабочие, включая участников группы в образах рабочих, бегут к месту выступления и затем сбегают из города, взбираясь по стенам небоскребов вокруг сцены. В клип также включены сцены, где безмолвные рабочие в столовой молча смотрят на тестовый экран (который в конце взрывается). Видео завершается кадром, на котором участники группы (в образах рабочих) стоят на вершине одного из городских небоскребов, ослепленные солнечным светом. Музыкальный клип во многом вдохновлен рекламой Macintosh от Apple 1984.
Последняя версия видеоклипа на песню «Ready, Set, Go!» визуально идентична немецкому видеоклипу «Übers Ende der Welt». В начале 2008 года альтернативный видеоклип на песню «Ready, Set, Go!» часто транслировался на кабельном телеканале The N. Видеоклип показывался между рекламными паузами. В этой версии участники группы не были изображены в образе рабочих, но группа играла перед тестовым экраном, как в оригинальном немецком клипе.

## Список композиций
- CD single: Übers Ende der Welt

1. «Übers Ende der Welt» (single version) — 3:35
2. «Übers Ende der Welt» (akustik version) — 3:27

- CD maxi single: Übers Ende der Welt

1. «Übers Ende der Welt» (single version) — 3:35
2. «Übers Ende der Welt» (akustik version) — 3:27
3. «Hilf mir fliegen» — 3:44
4. «Tokio Hotel in Moskau» (video)
5. «Tokio Hotel Gallery»

- 7-inch vinyl UK single: Ready, Set, Go!

1. «Ready, Set, Go!» — 3:34
2. «Black» — 3:21

- CD single: Ready, Set, Go!

1. «Ready, Set, Go!» — 3:34
2. «Übers Ende der Welt» (single version) — 3:35
3. «Übers Ende der Welt» (acoustic version) — 3:27
4. «Hilf mir fliegen» — 3:44

- CD UK single: Ready, Set, Go!

1. «Ready, Set, Go!» — 3:34
2. «Live Every Second» — 3:51

- CD maxi single: Ready, Set, Go!

1. «Ready, Set, Go!» — 3:34
2. «Ready, Set, Go!» (Grizzly remix) — 3:16
3. «Black» — 3:21
4. «Ready, Set, Go!» (music video)

## Чарты

### «Übers Ende der Welt»

#### Недельные чарты
| Чарт (2007)                     | Высшая позиция |
| ------------------------------- | -------------- |
| Австрия (Ö3 Austria Top 40)     | 1              |
| Бельгия/Валлония (Ultratop 50)  | 30             |
| Дания (Tracklisten)             | 3              |
| Европа (Eurochart Hot 100)      | 7              |
| Франция (SNEP)                  | 5              |
| Германия (GfK)                  | 1              |
| Россия (TopHit)                 | 96             |
| Швейцария (Schweizer Hitparade) | 2              |
| Украина (TopHit)                | 188            |

#### Годовые чарты
| Чарт (2007)                  | Позиция |
| ---------------------------- | ------- |
| Австрия (Ö3 Austria Top 40)  | 63      |
| Европа (Eurochart Hot 100)   | 72      |
| Франция (SNEP)               | 38      |
| Германия (Media Control GfK) | 56      |

### «Ready, Set, Go!»
| Чарт (2007)                                | Высшая позиция |
| ------------------------------------------ | -------------- |
| Бельгия/Фландрия (Ultratop 50)             | 26             |
| Бельгия/Валлония (Ultratip Bubbling Under) | 5              |
| Канада (Billboard Canadian Hot 100)        | 80             |
| Канада (Billboard CHR/Top 40)              | 39             |
| Нидерланды (Dutch Top 40)                  | 31             |
| Нидерланды (Single Top 100)                | 41             |
| Россия (TopHit)                            | 325            |
| США (Billboard Bubbling Under Hot 100)     | 19             |
| Украина (TopHit)                           | 150            |

## Даты выхода
| Страна         | Версия                | Дата            | Формат          | Лейбл            | Ref.  |
| -------------- | --------------------- | --------------- | --------------- | ---------------- | ----- |
| Германия       | «Übers Ende der Welt» | 26 января 2007  | CD maxi-CD      | Island Universal | [ 7 ] |
| Европа         | «Ready, Set, Go!»     | 24 августа 2007 | CD              | Polydor          |       |
| Великобритания | «Ready, Set, Go!»     | 27 августа 2007 | 7-inch vinyl CD | Polydor          |       |